# Nuria Cabanillas

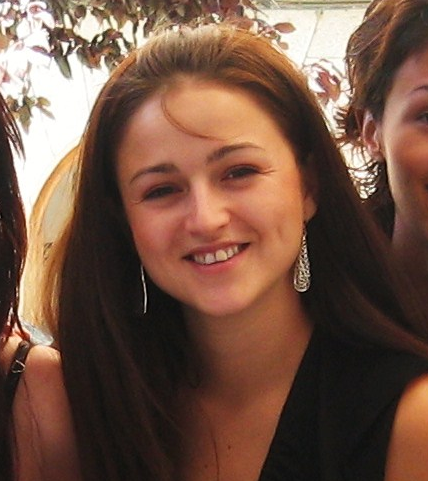
Nuria Cabanillas (2006)

Nuria Cabanillas (bürgerlich Nuria Cabanillas Provencio; * 9. August 1980 in Vilafranca del Penedès) ist eine spanische Rhythmische Sportgymnastin und Trainerin. Sie konnte einen Olympiasieg und drei Weltmeistertitel erringen.

## Leben
Nuria Cabanillas Provencio begeisterte sich bereits mit acht Jahren für Musik und Tanz, weshalb ihre Mutter sie in der städtischen Sportschule „las Palmeras Pavilion“ einschrieb. Später trat sie der Juniorenmannschaft der Nationalmannschaft bei und belegte mit ihrem Team den fünften Platz bei der Europameisterschaft 1994 in Thessaloniki.
1995 wurde sie Dritte und erhielt somit die Bronzemedaille in der Ehrenkategorie der spanischen Einzelmeisterschaft in Alicante. In diesem Jahr wechselte Cabanillas ihre Gruppe und trainierte nun mit ihren Teamkolleginnen Estela Giménez, Marta Baldó, Lorena Guréndez, Estíbaliz Martínez und Tania Lamarca zusammen in einem Chalet in Canillejas. Das Team wurde von Emilia Boneva und von María Fernández Ostolaza trainiert. Die Choreografin von 1994 bis 1998 war Marisa Mateo.
Mit einer Größe von 1,62 m und einem Gewicht von 38 kg wurde Cabanillas einmal Olympiasiegerin, dreimal Weltmeisterin und zweimal Vizeweltmeisterin:
- 1995: Weltmeisterschaften der Rhythmischen Sportgymnastik in Wien: 5 Ringe – Gold
- 1995: Weltmeisterschaften der Rhythmischen Sportgymnastik in Wien: 3 Bälle + 2 Bänder – Gold
- 1995: Weltmeisterschaften der Rhythmischen Sportgymnastik in Wien: Teambewerb – Silber
- 1996: Weltmeisterschaften der Rhythmischen Sportgymnastik in Budapest: Teambewerb – Silber
- 1996: Weltmeisterschaften der Rhythmischen Sportgymnastik in Budapest: 3 Bälle + 2 Bänder – Gold
- 1996: Olympische Spiele in Atlanta: Teambewerb – Gold

1999 beendete Cabanillas ihre Karriere. Einer der Gründe war der hohe Druck, der auf die Sportlerin ausgeübt wurde; hinzu kamen die unfairen Bedingungen und Behandlungen, die auf die unzureichende Bezahlung zurückzuführen waren.
Am 26. Mai 2013 wurde sie Mutter eines Mädchens, am 19. November 2016 brachte sie ihren Sohn zur Welt.

## Verfilmung
Im August 2006 nahm Cabanillas zusammen mit ihren ehemaligen Teamkolleginnen aus der Nationalmannschaft von 1996 an einem Wiedersehen teil, das anlässlich des zehnten Jahrestages der Erreichung der Goldmedaille in Atlanta 1996 drei Tage lang in Ávila stattfand. Dieses Treffen wurde von Carlos Beltrán zusammen mit seinem Produzenten Klifas Dreams mit dem Ziel organisiert, einen Dokumentarfilm aufzunehmen, in dem die Sportlerinnen ihre Geschichte erzählten. Der Film wurde im Jahr 2013 unter dem Titel Las Niñas de Oro (übersetzt: „Die goldenen Mädchen“) veröffentlicht.

## Anerkennungen und Auszeichnungen
- Ausgezeichnet in der XVI. Nationalen Gala des Sports des spanischen Verbandes der Sportpresse (1996)
- Extremadura-Medaille, verliehen von der Junta de Extremadura (1996)
- Vom COE verliehener Olympischer Orden (1996)
- Goldplakette des Royal Order of Sporting Merit, verliehen vom Council Superior of Sports (1996)
- Ausgezeichnet in der XVII. Nationalen Gala des Sports des spanischen Verbandes der Sportpresse (1997)
- Glass Baron Güell an das beste spanische Team, vom CSD ausgezeichnet und bei den National Sports Awards 1996 (1997)
- Lieblingstochter der Stadt Badajoz
- Auszeichnung Longines für Eleganz bei den Weltmeisterschaften in Sevilla (1998)
- Beste Sportgruppe bei den National Sports Merit Awards im Gold’s Gym Inter 2005 (2006)
- Honoree (zusammen mit ihrer Olympiasiegermannschaft) bei der jährlichen Gala der Royal Spanish Federation of Gymnastics (2006)
- Preis Tierra y Libertad Pablo Naranjo Porras in der regionalen Kategorie (2012)
- Verliehen (mit anderen spanischen Medaillengewinnern) in der Gala Centennial das COE (2012)
- Euskalgym-Medaille (zusammen mit den anderen Goldenen Mädchen) in der IX Gala International Gymnastics Euskalgym (2014)
- Gala zum 25-jährigen Jubiläum von José Luis Vela (2015)
- Goldmedaille des Royal Order of Sporting Merit, verliehen vom Higher Sports Council (2015)
- Akkreditierungsdiplom und olympische Karte, verliehen vom COE bei der Gala zum 20. Jahrestag der Goldmedaille in Atlanta '96 (2016)
- Sonderpreis Sponsor eines Athleten bei den X Business Group Awards ROS (2017)
- Wichtiger Alconchel-Preis, verliehen von der Stadt Alconchel (2017)
- Auszeichnung für ihre Karriere bei der Gala des Sport Trujillo (2017)
- Lifetime Achievement Award Regionale Elite-Athletin (mit Laura Campos) in der V-Gala des Sports von Quintana de la Serena (2018)
- Anerkennung (mit den restlichen spanischen olympischen Medaillen) in der Gala XV COE (2020)
- Der „Nuria Cabanillas Pavilion“ im Stadtteil San Roque (Badajoz) wurde zu ihren Ehren am 16. Mai 2007 so getauft.